# Fundación Albéniz
La Fundación Albéniz es una organización privada sin ánimo de lucro que promueve la música clásica en España a través de sus programas: la Escuela Superior de Música Reina Sofía, el Concurso Internacional de Piano de Santander Paloma O'Shea, el Centro de Archivo y Documentación Albéniz, el Instituto Internacional de Música de Cámara de Madrid y el Encuentro de Música y Academia de Santander. La Fundación recibe su nombre del compositor y pianista español Isaac Albéniz, pues representa el renacimiento de la música española a principios del siglo XX en Europa. La Fundación Albéniz fue fundada en 1972 por Paloma O'Shea, con sede en Madrid y una oficina permanente en Santander.

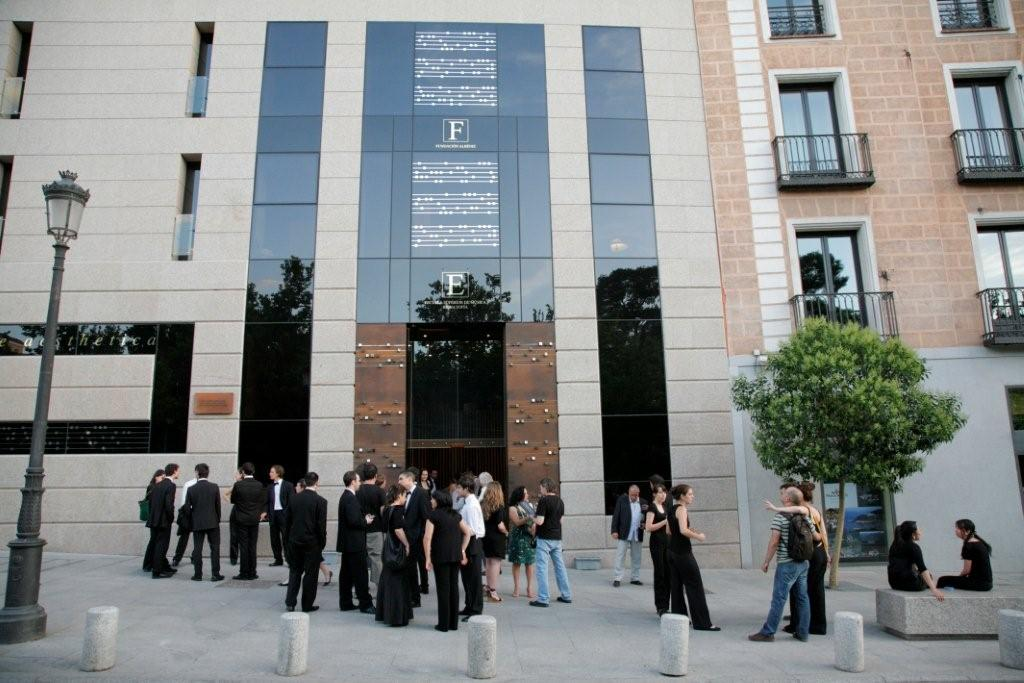
Fachada de la Fundación Albéniz

## Actividades de la Fundación
Los fines estatutarios de la Fundación —fomentar la música y la enseñanza musical— se fundamentan en el carácter beneficioso de la música como factor de transformación personal y de cohesión social y se materializan en todos los programas de la Fundación:

### Escuela Superior de Música Reina Sofía
La Escuela Superior de Música Reina Sofía es un conservatorio privado de Madrid fundado en 1991, con el propósito de dotar a España de un centro de alta formación profesional dirigido a jóvenes músicos y desarrollar actividades para acercar la música clásica a la sociedad. Desde su fundación, ha formado a más de 900 músicos y organiza al año más de 300 conciertos en su Auditorio y en distintas salas de toda España.

### Centro de Archivo y Documentación Albéniz
El Centro de Archivo y Documentación Albéniz (CADA) recoge las donaciones hechas por figuras destacadas del mundo de la música, así como todos los materiales generados desde 1972 por los programas que ha llevado a cabo la Fundación. El Centro custodia más de 100.000 documentos multimedia incluyendo, entre otros, los archivos Isaac Albéniz y Federico Mompou, así como el archivo Arthur Rubinstein (donado en 1982 por Nela Rubinstein).

### Concurso Internacional de Piano de Santander Paloma O'Shea
El Concurso Internacional de Piano de Santander Paloma O'Shea es una competición pianística que tiene lugar en Santander cada tres años. Fundado en 1972, tiene como objetivo dar a conocer a jóvenes pianistas y ayudarles en sus carreras artísticas.

### Encuentro de Música y Academia de Santander
El Encuentro de Música y Academia de Santander tiene lugar cada año durante el mes de julio en Santander, donde jóvenes alumnos reciben clases magistrales de artistas internacionales y realizan conciertos junto a sus profesores en Santander y otras localidades de Cantabria. La primera edición del Encuentro tuvo lugar en 2001.

### Premio Yehudi Menuhin
Creado en 1990, el Premio Yehudi Menuhin es un galardón concedido por la Escuela Superior de Música Reina Sofía como reconocimiento y recompensa a la excelencia de aquellos artistas que hayan contribuido de forma destacable a la enseñanza musical. Entre sus ganadores se encuentran Alfredo Kraus, Piero Farulli, sir Colin Davis y Carlo Maria Giulini.